# زبان اندونگا
زبان اندونگا یکی از زبان‌های بانتو است که در نامیبیا و بخش‌هایی از آن آنگولا بدان سخن می‌رانند. در واقع این زبان گویش استانداردشدهٔ زبان اوامبو می‌باشد.